# Sant Iscle i Santa Victòria de Vilanova de les Escaldes
Sant Iscle i Santa Victòria de Vilanova de les Escaldes és l'església parroquial del poble d'aquest nom, pertanyent a la comuna d'Angostrina i Vilanova de les Escaldes, de l'Alta Cerdanya, a la Catalunya del Nord.

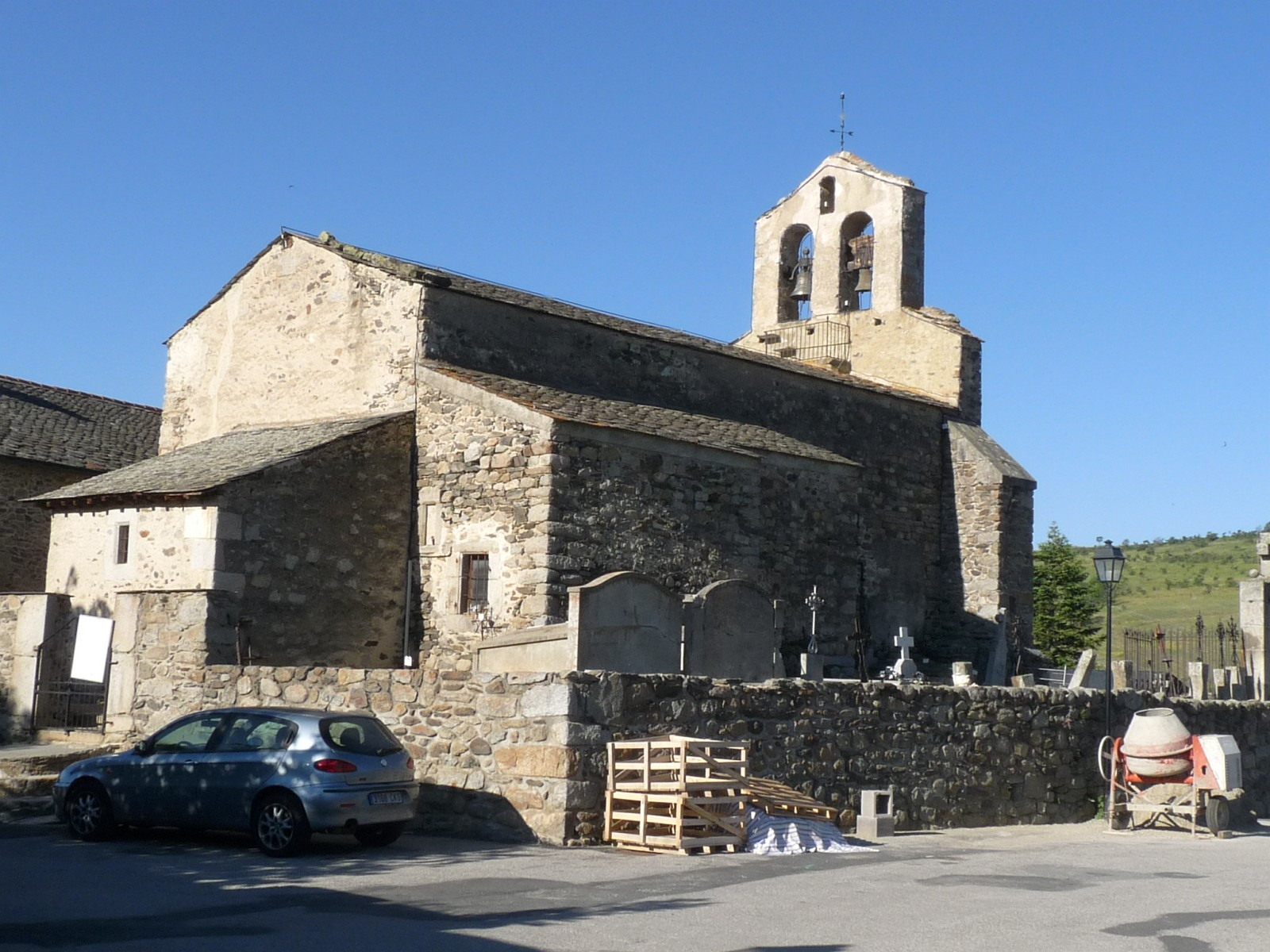
L'absis romànic ha estat substituït per una cambra rectangular

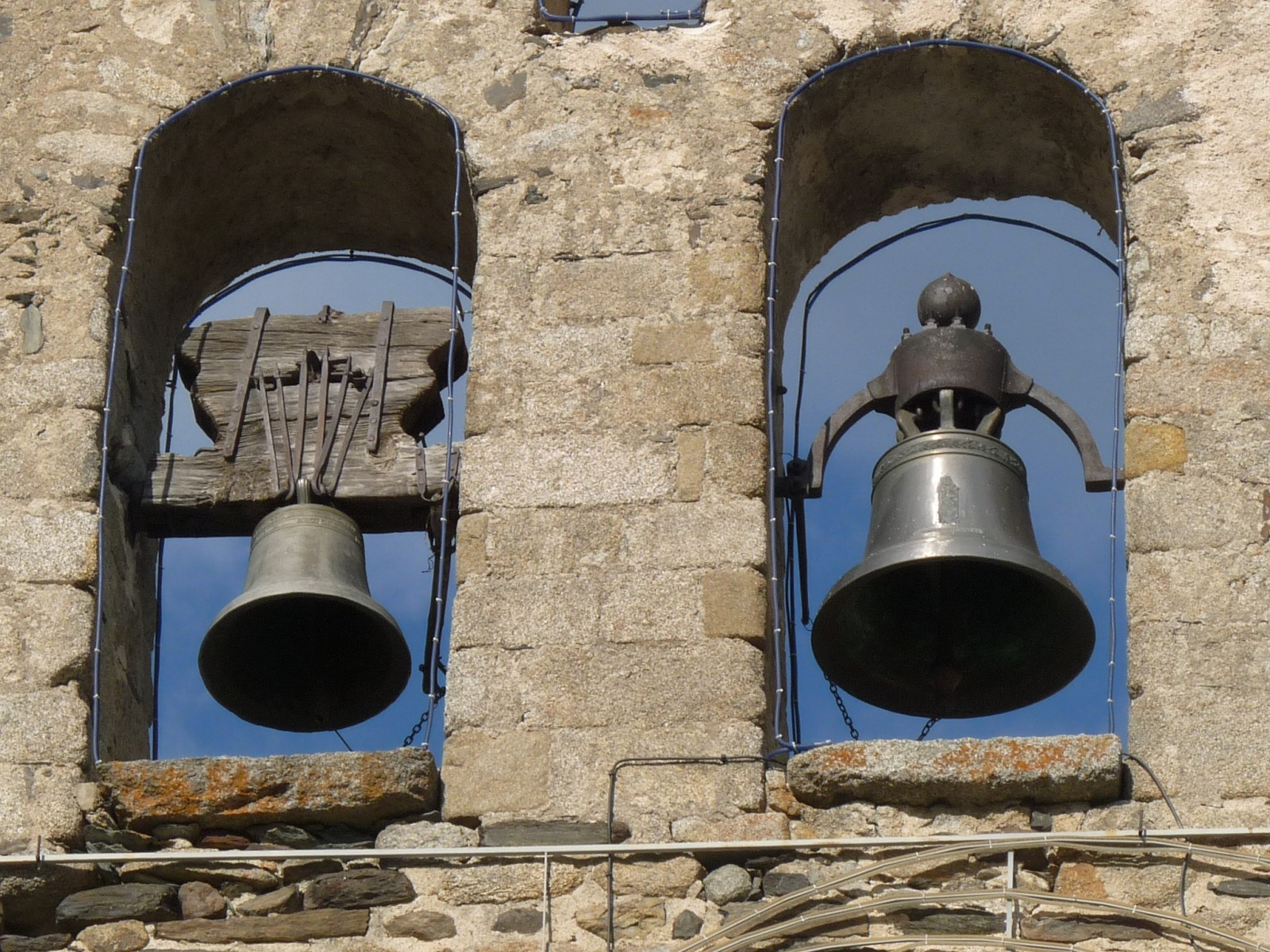
El campanar d'espadanya

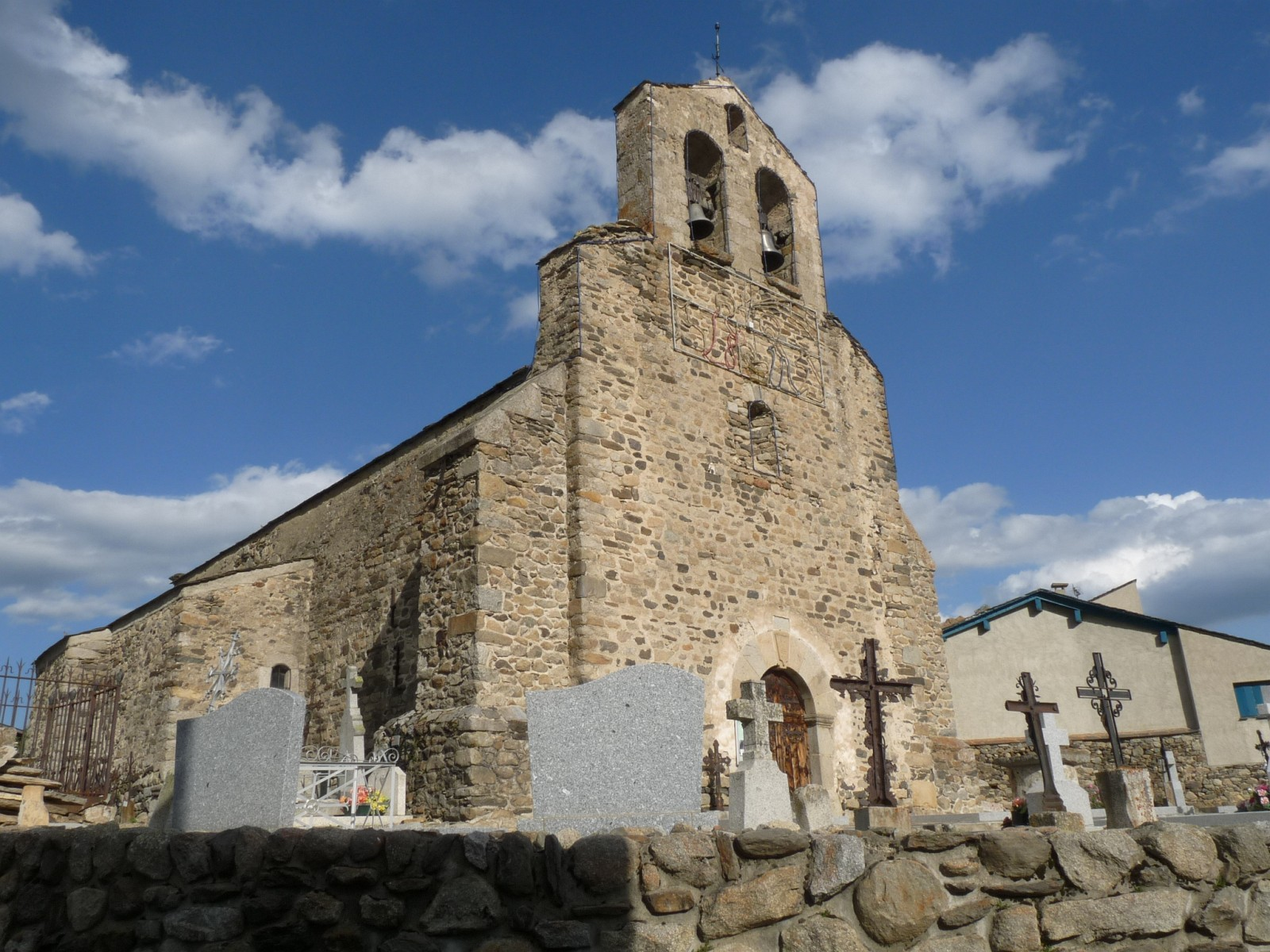
La façana occidental amb el campanar de paret

Està situada al bell mig de la població, molt lleugerament aturonada en el seu entorn, envoltada pel cementiri vell.

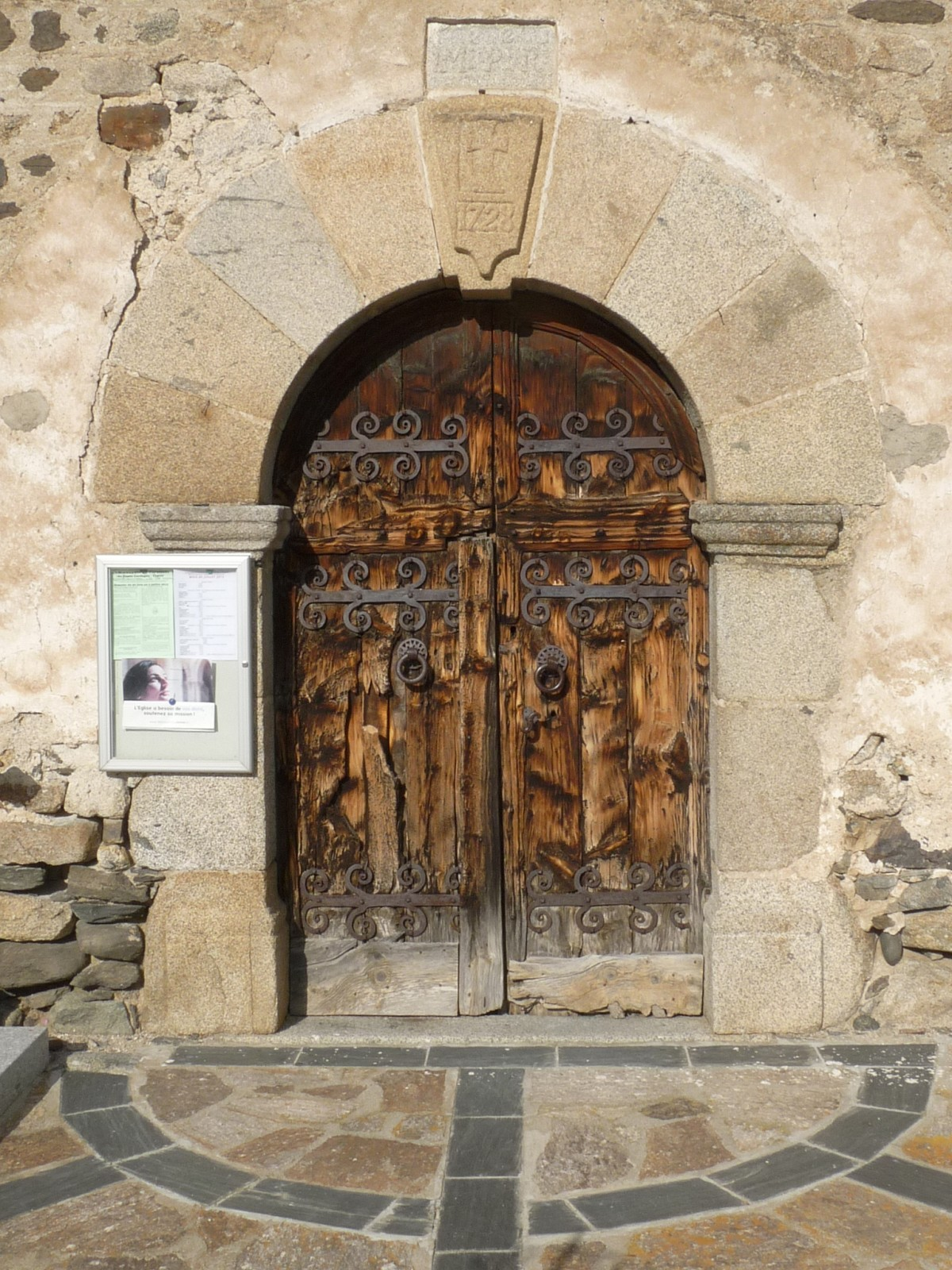
El portal amb la data de 1728 a sobre

És un temple originalment romànic que ha arribat als nostres dies molt modificat. Es creu que va ser construïda als segles XI i xii en dues etapes que s'endevinen per una junta entre les capelles però les primeres notícies que se'n tenen no arriben fins al 1247. Posteriorment es van elevar els murs laterals, es va cobrir la nau amb volta de canó i es va afegir un campanar de paret a la façana occidental. En aquesta mateixa façana es va obrir una porta nova el 1728, tot i que a la façana sud una altra porta ha conservat el caràcter original. L'absis també ha desaparegut, substituït per una cambra rectangular, i al segle xix s'hi van afegir les sagristies.
L'església encara conserva el cementiri del poble al seu voltant com era usual antigament arreu.